# Glaucidium castanopterum
El mochuelo de alas castañas o mochuelo de Java  (Glaucidium castanopterum) es una especie de búho de la familia Strigidae.  No tiene subespecies reconocidas.

## Distribución
Es endémico de las islas de Java, Bali y Nusa Penida, donde habita los bosques húmedos tropicales y subtropicales.